# Ekaterina Gubareva
Ekaterina Yurevna Gubareva (en ruso: Екатерина Юрьевна Губарева; en ucraniano: Катерина Юріївна Губарєва; nacido el 5 de julio de 1983) es la jefa adjunta de la Administración Cívico-Militar de Jersón, una administración colaboracionista en el territorio del Óblast de Jersón en Ucrania, desde el 16 de junio de 2022.
Anteriormente ocupó el cargo de Ministra de Relaciones Exteriores de la República Popular de Donetsk, entre mayo y agosto de 2014. Está casada con el líder separatista Pavel Gubarev.

## Biografía
Nacida el 5 de julio de 1983 en Kajovka, RSS de Ucrania, Unión Soviética. Es licenciada en Informática por la Universidad Técnica Nacional de Donetsk.
Antes de la guerra, era la conocida organizadora local de festivales que promovian un estilo de vida saludable. También era artista aficionada y sus obras se exponían en una galería de Donetsk.

## Actividades separatistas

### República Popular de Donetsk
El 1 de marzo de 2014, durante las protestas en la parte sureste de Ucrania, su esposo Pavel Gubarev fue elegido "gobernador del pueblo" del oblast de Donetsk en un mitin en Donetsk. El 6 de marzo de 2014, fue arrestado por el Servicio de Seguridad de Ucrania, y luego fue trasladado a Kiev. Ekaterina Gubareva luego vivió con sus hijos en Rostov-on-Don, Rusia durante algún tiempo.
En abril de 2014, se proclamó la República Popular de Donetsk. Gubareva pasaría a ejercer el Ministerio de Relaciones Exteriores.
El 16 de agosto de 2014, el exvicepresidente de Transnistria, Alexander Karaman, reemplazó a Gubareva en el cargo de Ministro de Relaciones Exteriores de la República Popular de Donetsk, por razones no especificadas. Se convirtió en Viceministra de Relaciones Exteriores.
Después de un intento de asesinato de su esposo, el 13 de octubre de 2014, dirigió temporalmente el Partido Nueva Rusia. Pavel Gubarev formó el movimiento Donbás Libre en 2014.
Tras la muerte de Alexander Zakharchenko, se celebrarian elecciones en la República Popular de Donetsk. En septiembre de 2018, Pavel Gubarev fue a Moscú y obtuvo el permiso para ser candidato a la presidencia de la República Popular de Donetsk. A raíz de aquello, los Gubarev fueron presionados por los partidarios del candidato rival, Denis Pushilin.
Ekaterina Gubareva encabezaría la lista del partido Donbás Libre para las elecciones del Consejo Popular de la República Popular de Donetsk del 11 de noviembre de 2018. Sin embargo, el 29 de septiembre de 2018, fue arrestada y detenida por personas desconocidas, por lo que no pudo asistir a la convención del partido ese día, por lo que fue excluida de la lista del partido. En la convención, los partidarios de Denis Pushilin se hicieron con el control del movimiento. Después de este incidente, se fue a Rostov-on-Don.

### Invasión rusa de Ucrania
El 16 de junio de 2022, durante la invasión rusa de Ucrania, Gubareva asumió el cargo de Jefa de Estado Mayor y Jefa Adjunta de la Administración Cívico-Militar de Jersón para Digitalización, Comunicaciones, Regulación Legal y Política Interior y Exterior. En declaraciones sobre un referéndum previsto para unirse a Rusia, afirmó que la Federación Rusa estaba repitiendo la historia de la emperatriz Catalina, que desarrolló los "campos salvajes" tras la guerra ruso-turca de 1768-1774.
Se informó que Gubareva desapareció el 15 de noviembre de 2022. El 16 de noviembre, los medios de comunicación rusos informaron de que la policía rusa había detenido a Gubareva en relación con un caso de corrupción relacionado con la malversación de fondos públicos.

## Vida personal
Está casada con Pavel Gubarev y tiene dos hijos y una hija.

## Sanciones
La Unión Europea ha sancionado a Gubareva. Se le prohibió ingresar a la Unión Europea y sus cuentas en bancos europeos fueron congeladas.